# ضفيرة قلبية
الضفيرة القلبية (بالإنجليزية: Cardiac plexus) هي ضفيرة من الأعصاب تقع في قاعدة القلب، وهي المسؤولة عن تعصيب القلب.

## التركيب
تنقسم الضفيرة القلبية إلى جزء سطحي يقع في تقعر القوس الأبهر، وجزء عميق بين قوس الأبهر والقصبة الهوائية.
إلا أن الجزأين مرتبطان ارتباطًا وثيقًا.

## الجزء السطحي
يقع الجزء السطحي من الضفيرة القلبية تحت قوس الأبهر، أمام الشريان الرئوي الأيمن.
ويتم تشكيله من قِبَل الفرع القلبي السطحي من الجذع الودي الأيسر والفرع القلبي العنقي السفلي من العصب المبهم الأيسر.
وتوجد في بعض الأحيان عقدة صغيرة، هي العقدة القلبية لوريسبرغ، تكون على اتصال مع هذه الأعصاب عند نقطة تقاطعهم.
هذه العقدة، عندما تكون موجودة، تقع مباشرة تحت قوس الشريان الأبهر، على الجانب الأيمن من الرباط الشرياني.
ويعطي الجزء السطحي من الضفيرة القلبية فروع:
- (أ) إلى الجزء العميق من الضفيرة.
- (ب) إلى الضفيرة التاجية الأمامية
- (ج) إلى الضفيرة الرئوية الأمامية اليسرى.

## الجزء العميق
يقع الجزء العميق من الضفيرة القلبية أمام نقطة تشعب القصبة الهوائية، فوق نقطة انقسام الشريان الرئوي، خلف قوس الأبهر.
وتتكون من الأعصاب القلبية المستمدة من العقدة العنقية للجذع الودي، والفروع القلبية للعصب المبهم والعصب الحنجري الراجع.
الأعصاب القلبية الوحيدة التي لا تشارك في تشكيل الجزء العميق من الضفيرة القلبية هي العصب القلبي العلوي من الجذع الودي الأيسر، والجزء السفلي من اثنين من الفروع القلبية العنقية العلوية من العصب المبهم الأيسر، والتي تمر إلى الجزء السطحي من الضفيرة.

### النصف الأيمن
تمر بعض فروع النصف الأيمن من الجزء العميق للضفيرة القلبية أمام الشريان الرئوي الأيمن، وبعضها خلفه. الفروع الأولى هي الأكثر عددا، وتنقل عدد قليل من الخيوط إلى الضفيرة الرئوية الأمامية، ومن ثَم تواصل الصعود؛ لتشكل جزء من الضفيرة التاجية الأمامية. بينما الفروع التي تمر وراء الشريان الرئوي تعطي بعض الخيوط إلى الأذين الأيمن، ثم تستمر في الصعود؛ لتشكل جزءًا من الضفيرة التاجية الخلفية.

### النصف الأيسر
يرتبط النصف الأيسر من الجزء العميق من الضفيرة مع الجزء السطحي من الضفيرة القلبية، ويعطي خيوط إلى الأذين الأيسر، وإلى الضفيرة الرئوية الأمامية، ثم يستمر لتشكيل الجزء الأكبر من الضفيرة التاجية الخلفية .